# Scott Sunderland (1988)
Scott Sunderland (Busselton, 16 maart 1988) is een Australisch Wielrenner. In het verleden was hij vooral actief op de Sprintonderdelen van het Baanwielrennen. Momenteel is hij voornamelijk actief op de weg. Sinds 2017 komt hij uit voor het Australische Bennelong SwissWellness Cycling Team.
In 2005 behaalde hij drie bronzen medailles op het wereldkampioenschap baanwielrennen voor junioren. Een jaar later wist hij de wereldtitel te winnen op de 1km tijdrit. Hiernaast behaalde hij nog twee zilveren medailles. Als elite won hij tijdens de Gemenebestspelen van 2010 zowel de 1km tijdrit als de teamsprint.Twee jaar later tijdens het wereldkampioenschap won Sunderland samen met Matthew Glaetzer en Shane Perkins de titel op de teamsprint. In de Finale wisten ze het Franse drietal Grégory Baugé, Michaël D'Almeida en Kévin Sireau achter zich te laten. Enkele maanden later tijdens de Olympische spelen nam Sunderland samen met Glaetzer en Perkings deel aan de ploegsprint. Echter slaagde het trio er niet in een medaille te behalen, ze verloren de strijd om het brons van Duitsland. 
In 2015 maakte Sunderland de overstap naar het wegwielrennen. In september van dat jaar eindigde hij als tweede in de eerste etappe van de Ronde van Hokkaido. In november van datzelfde jaar was hij een aantal keer dicht bij een etappeoverwinning in de Ronde van het Taihu-meer. Hij eindigde als twee keer als tweede, en één keer als derde. Ook eindigde hij op de tweede plaats in het puntenklassement. 
Vlak na het einde van de Ronde van het Taihu-meer won hij opnieuw bijna een etappe. Ditmaal kwam hij als tweede over de streep in de eerste etappe van de Ronde van Fuzhou. In mei 2016 werd hij weer tweede in een etappe, deze keer in de eerste etappe van de Ronde van Azerbeidzjan. In februari 2017 behaalde Sunderland zijn eerste overwinning op de weg. Hij won de eerste etappe van de Ronde van Langkawi. Later dat jaar volgde er nog etappezeges in de Ronde van Korea, Ronde van Hongarije en de Ronde van China II.

## Palmares

### Wegwielrennen
2017
- 1e etappe Tour de Langkawi
- 3e etappe Ronde van Korea
- proloog en 5e etappe Ronde van Hongarije
- 2e etappe Ronde van China II

### Baanwielrennen
| Jaar     | AK                        | OK               | WK                 | Overig                                        |
| Junioren | Junioren                  | Junioren         | Junioren           | Junioren                                      |
| -------- | ------------------------- | ---------------- | ------------------ | --------------------------------------------- |
| 2005     | sprint km · ploegsprint   | (ploeg)sprint km | (ploeg)sprint km   |                                               |
| 2006     | (ploeg)sprint km · keirin | ploegsprint km   | km · (ploeg)sprint |                                               |
| Elite    |                           |                  |                    |                                               |
| 2007     | ploegsprint km            | km · ploegsprint |                    |                                               |
| 2008     | ploegsprint               |                  |                    | WB LA: km WB Melbourne: ploegsprint           |
| 2009     | keirin · km               |                  |                    |                                               |
| 2010     | keirin · sprint           |                  |                    | Commonwealth Games: · ploegsprint km · sprint |
| 2011     | sprint                    | keirin sprint    |                    | Colorado: ploegsprint                         |
| 2012     |                           |                  | ploegsprint        |                                               |
| 2013     | keirin                    | km               |                    |                                               |
| 2014     | km                        |                  |                    | WB Guadalajara: ploegenachtervolging en km    |
| 2015     | km                        |                  |                    |                                               |

Bayly · Bowden · Christie-Johnson · Cooper · Crome · Davids · Elliott · Freiberg · Giacoppo · Harper · Lake · Lea · Porter · Roe · D. Sunderland · S. Sunderland · Toovey · Von Hoff · Ward